# Bão Rumbia (2018)
Bão Rumbia là 1 cơn khá yếu nhưng rất tai hại cơn bão nhiệt đới đã gây ra lũ lụt trên diện rộng và thảm họa ở Đông Trung Quốc trong tháng 8 năm 2018. Bão nhiệt đới được công nhận chính thức hai mươi hai của mùa bão Thái Bình Dương 2018, Rumbia đã phát triển từ một vùng áp thấp phát triển về phía đông nam của Quần đảo Ryukyu vào ngày 13 tháng 8. Điều kiện môi trường thuận lợi đã hỗ trợ sự phát triển của vùng thấp thành áp thấp nhiệt đới vào ngày 15 tháng 8. Vào lúc 12:00 UTC ngày hôm đó, áp thấp đã tăng cường thành Bão nhiệt đới Rumbia, trong đó đề cập đến Sago Palm. Ban đầu di chuyển về phía bắc, lốc xoáy quay về hướng tây để đáp ứng với một sườn núi của tòa nhà về phía đông bắc trong khi đang dần mạnh lên, đạt cường độ cực đại với sức gió tối đa trong 10 phút là 85   km/h (50   mph) vào ngày 16 tháng 8. Vào lúc 20:05 UTC ngày hôm đó, cơn bão đã đổ bộ vào Thượng Hải ở cường độ cực đại, duy trì sức mạnh khi nó di chuyển vào đất liền do độ ẩm môi trường dồi dào.Tuy nhiên, Rumbia bắt đầu suy yếu khi nó tiếp tục đi sâu vào đất liền, thoái hóa thành áp thấp nhiệt đới vào ngày 17 tháng 8 ngay trước khi trở nên ngoài hành tinh ở miền trung Trung Quốc. Những tàn dư ngoài nhiệt đpứo của Rumbia đã tăng tốc về phía đông bắc vào vùng Viễn Đông của Nga, nơi chúng tan biến vào ngày 23 tháng 8. 
Rumbia, cơn bão nhiệt đới thứ ba tấn công Đông Trung Quốc vào năm 2018, đã thành công trong cơn bão nhiệt đới Ampil và Yagi, tạo ra lượng mưa lớn trên các vùng đã bão hòa từ những cơn bão trước đó, gây ra lũ lụt cướp đi 53 sinh mạng và phá hủy hàng ngàn ngôi nhà trên khắp các tỉnh phía đông bắc của An Huy, Hà Nam, Giang Tô, Sơn Đông và Từ Châu. Tổng thiệt hại kinh tế từ cơn bão nhiệt đới Rumbia đang ước đạt 36,91 tỷ¥ (US $5,36 tỷ).

## Lịch sử khí tượng
Vào 13 tháng 8, Trung tâm Cảnh báo Bão Liên hợp (JTWC)  đã bắt đầu theo dõi một vùng áp thấp yếu ở phía đông nam của Quần đảo Ryukyu.Đối lưu vô tổ chức đi kèm với mức thấp, chủ yếu ở phía nam của lưu thông do dòng chảy mạnh về phía tây. Điều kiện môi trường bao gồm cắt gió thấp, nhiệt độ mặt nước biển cao (trung bình từ 28 đến 29 °C (82 đến 84 °F)), và một cơn bão xoáy trên cao ủng hộ sự phát triển của mức thấp. Lúc 06:00   UTC ngày hôm sau, Cơ quan Khí tượng Nhật Bản (JMA) [nb 2] đã phân loại hệ thống này là áp thấp nhiệt đới. Sự phát triển ổn định diễn ra suốt cả ngày với sự đối lưu nở rộ gần trung tâm lưu thông kéo dài. Các dải mưa cong biểu thị tổ chức ngày càng tăng và JTWC đã ban hành Thông báo hình thành Bão nhiệt đới sau đó vào tháng 8   14. Khoảng 12:00   UTC, Kadena căn cứ không quân ở Okinawa 80 km (50 mi) về phía bắc của trung tâm ước tính của hệ thống, đã ghi nhận những cơn gió kéo dài 37 km/h (23 mph) và áp lực 998  hPa (mbar; 29,47  inHg). JMA sau đó đã phân tích hệ thống này như một cơn bão nhiệt đới lúc 03:00   UTC vào tháng 8   15 cơn bão nhiệt đới thứ mười tám của mùa. Theo đó, cơn bão được gán tên Rumbia. [nb 3] Đồng thời, JTWC đã chỉ định Rumbia là Áp thấp nhiệt đới 21W.
Trong suốt 15 tháng tám, Rumbia di chuyển chậm về phía tây bắc để đáp lại một sườn núi cận nhiệt đới ở phía đông bắc. Tăng cường đã xảy ra chậm vì đối lưu vẫn vô tổ chức, chủ yếu hoạt động ở phía nam và phía đông của trung tâm. Theo đó, những cơn gió mạnh nhất đã di chuyển về phía đông của trung tâm trong khu vực đối lưu này. Sự đối lưu bên ngoài vẫn mạnh do dòng chảy cấp trên rộng rãi. Một máng cấp trên bị triệt tiêu đối lưu ở phía tây của trung tâm, khiến cho việc lưu thông bị phơi bày. Đầu tháng 8   Quỹ đạo của Rumbia đã di chuyển theo hướng tây tây bắc, đưa đường đua dự kiến về phía Thượng Hải, Trung Quốc. Môi trường cấp trên trở nên thuận lợi hơn để phát triển trong suốt tháng Tám   16, với dòng chảy được cải thiện hỗ trợ phát triển đối lưu trên trung tâm của Rumbia. Một đặc điểm mắt non trẻ được bao quanh bởi sự đối lưu sâu đã trở nên rõ ràng vào cuối ngày hôm đó, đánh dấu sự tăng cường của hệ thống. Dựa trên phân tích của JMA, Rumbia đạt cường độ cực đại vào khoảng 15:00   UTC ngay phía đông Thượng Hải với sức gió 85   km/h (50   mph) và áp lực 985   hPa (mbar; 29,09   inHg).
Lúc 18:00   UTC vào 16 tháng, một con tàu gần cửa vịnh Hàng Châu báo gió kéo dài 78 km/h (48 mph)     và áp lực 986   hPa (mbar; 29,12   inHg) trong tâm bão. Dựa trên ước tính vệ tinh Dvorak nằm trong khoảng từ T2.5 đến T3.5 (biểu thị sức gió duy trì trong một phút từ 65 đến 100   km/h (40 đến 65   mph)), JTWC đã phân tích Rumbia để đạt được sức gió duy trì trong một phút là 100   km/h (60   mph) tại thời điểm này. Ngay sau khi đạt cường độ cực đại trên vịnh Hàng Châu vào ngày 16 tháng 8, Rumbia đã đổ bộ vào Khu vực mới Pudong, Thượng Hải, Trung Quốc vào khoảng 20:05   UTC, trở thành cơn bão nhiệt đới thứ ba tấn công thành phố vào năm 2018. Mặc dù di chuyển trên đất liền, độ ẩm không khí dồi dào và sức gió thấp cho phép Rumbia duy trì sức mạnh khi tiến vào đất liền. Các tính năng dải được duy trì cấu trúc của chúng trong nửa đầu 17 tháng 8.

## Chuẩn bị và tác động
Trước cơn bão, các cơ quan khí tượng đã cảnh báo về mưa lớn và khả năng lũ lụt. Lượng mưa ở Sơn Đông đã bị loại trừ để đạt 40 đến 70 mm (1,6 đến 2,8 in). Với các hồ chứa đã có dung tích cao, các quan chức đã phối hợp xả thải để giảm bớt nguy cơ lũ lụt. Tuy nhiên, khi cơn bão di chuyển qua khu vực, lượng mưa vượt quá dự báo, khiến cảnh báo khẩn cấp vào 18 tháng 8 cho tất cả cư dân ở hạ lưu dọc theo sông Mi.
Các quan chức Thượng Hải triển khai 93.590   công nhân nhanh chóng sửa chữa cơ sở hạ tầng bị hư hỏng và đặt thêm 127.031   nhân viên cứu hộ ở chế độ chờ. Toàn thành phố, 60.182   người dân sơ tán đến nơi trú ẩn được chỉ định. Bãi biển thành phố Jinshan và Fengxian Bihai Sands đã bị đóng cửa trong suốt thời gian bão. Hơn nữa, khoảng 12.000   quảng cáo biển quảng cáo đã được củng cố và thêm 14.000   tháo dỡ.
Hạn chế tốc độ đã được thực hiện trên các con đường ở tỉnh Giang Tô cho gió lớn, với hàng trăm nhân viên được triển khai để thực thi chúng. Khoảng 80.000   người dân đã được sơ tán trước cơn bão.

## Hậu quả và cứu trợ
Khi lũ lụt vượt qua những ngọn núi lớn của Weifang, các sở cảnh sát và cứu hỏa địa phương đã nhanh chóng được triển khai để sơ tán hơn 14.000   người dân bị mắc kẹt trong các cộng đồng ngập nước. Hơn 400   nhân viên cứu hộ được trang bị 40   xe cứu hộ quy mô lớn từ chính quyền thành phố đã được triển khai.
Chính phủ Sơn Đông cung cấp ¥ 700   triệu (102 đô la Mỹ   triệu) giá trị vật liệu cứu trợ. Mười trung tâm thảm họa được thành lập để phối hợp các nỗ lực cứu trợ, chăm sóc y tế và giảm nguy cơ mắc các bệnh sau bão. <span data-Shouguang đã mở một trung tâm tị nạn để cung cấp cho người di dời thực phẩm và nơi trú ẩn. Thành phố Shouguang đã thành lập một tổ chức từ thiện nhận được ¥ 42,96   triệu (US $ 6,24   triệu) vào tháng 8   24. Hơn nữa ¥ 78   triệu (11,3 đô la Mỹ   triệu) đã được phổ biến bởi Cục Tài chính thành phố. Cục Nội vụ đã phân phát 28.600 giường, 3.200 lều, 2.080 nệm, 59.733 khăn, 50.000 hộp nước, 20.000   hộp mì ăn liền, và 4.068 đèn pin. Cục cũng phân bổ ¥ 28   triệu (US $ 4,07   triệu) trong tài trợ. Đến 23 tháng 8, công ty bảo hiểm nhận được 50.286   yêu cầu bồi thường trị giá 809   triệu (US $ 118   triệu).

## Tên bão bị khai tử
Do thiệt hại trên diện rộng và số người chết cao ở Nam Trung Quốc, cái tên Rumbia đã chính thức bị khai tử trong phiên họp thường niên lần thứ 51 của Ủy ban Bão ESCAP / WMO vào tháng 2 năm 2019. Tên thay thế sẽ được chọn vào đầu năm 2020.